# Danmarks Farmaceutiske Selskab
Danmarks Farmaceutiske Selskab er et farmacividenskabeligt selskab, der arbejder for at formidle farmaceutisk videnskab, øve indflydelse på udviklingen af dansk farmaci og styrke den farmaceutiske identitet.
Danmarks Farmaceutiske Selskab har til huse i Hellerup og blev oprettet i 1912 af apoteker Harald Barfoed på Den Farmaceutiske Læreanstalt i København.
Danmarks Farmaceutiske Selskab samarbejder med Dansk Farmacihistorisk Fond.

## Eksterne kilder og henvisninger
- Danmarks Farmaceutiske Selskabs hjemmeside

| Apoteksvæsen | Spire Denne artikel om apoteksvæsen er en spire som bør udbygges. Du er velkommen til at hjælpe Wikipedia ved at udvide den. |